# Cytochrom-c-Reduktase

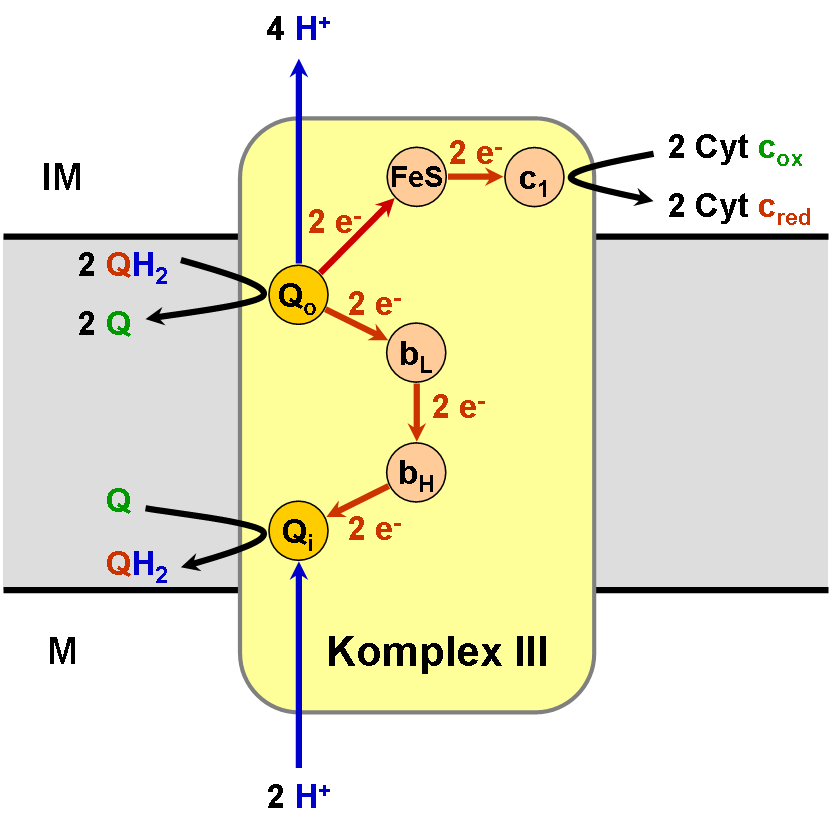
Schematische Darstellung der Cytochrom-c-Reduktase mit den Reaktionen.

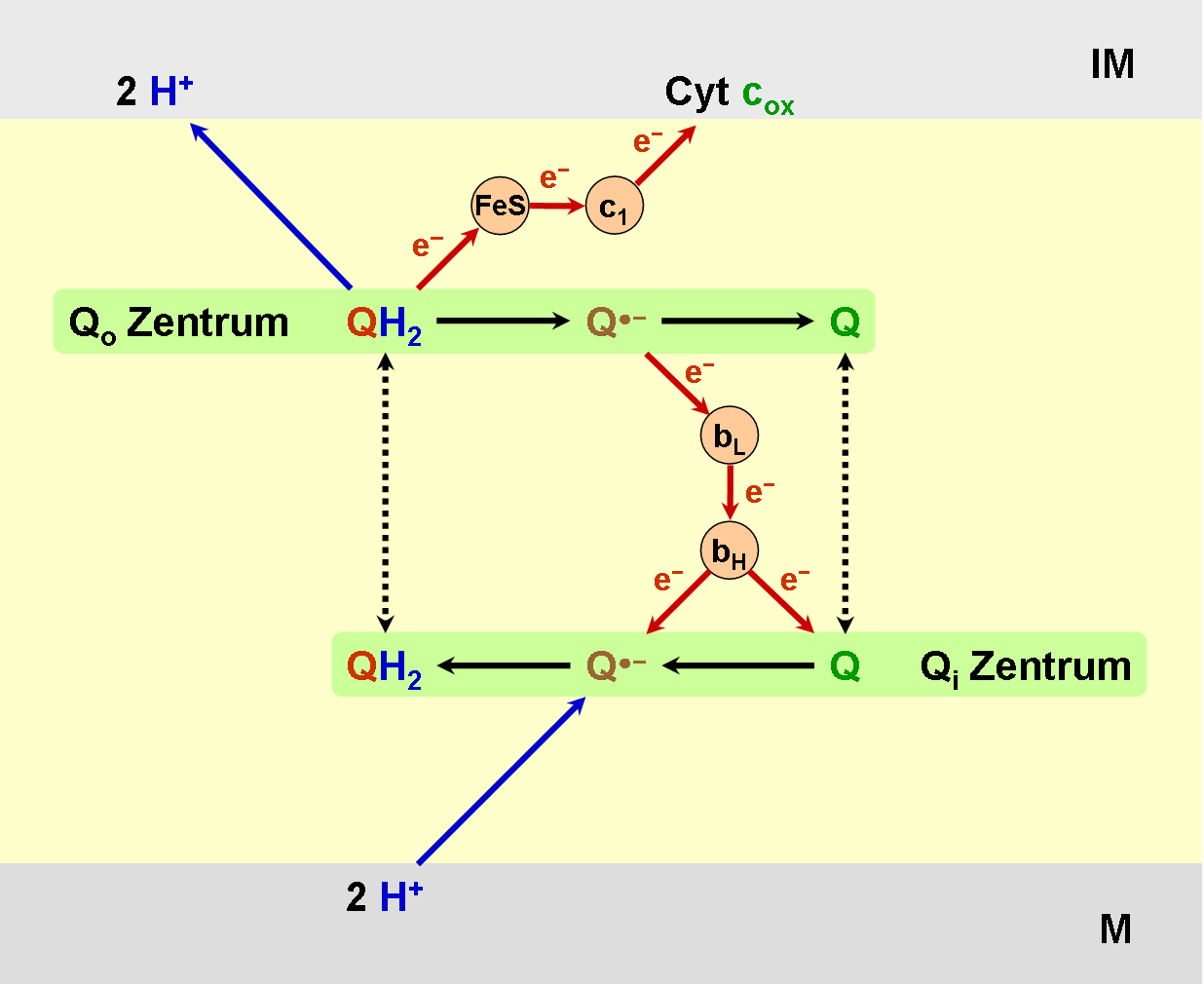
Schematische Darstellung des Q-Zyklus.

Das Enzym Cytochrom-c-Reduktase, genauer Coenzym Q : Cytochrom c Oxidoreduktase (systematischer Name), Cytochrom-bc1-Komplex oder auch Komplex III der mitochondrialen Atmungskette genannt, ist ein Proteinkomplex. Das Enzym fungiert als Oxidoreduktase, es katalysiert in einer gekoppelten Reaktion (Q-Zyklus) die Oxidation von Coenzym Q mit der Reduktion von Cytochrom c und der Translokation von Protonen aus dem Matrixraum (M) in den Intermembranraum (IM). Mutationen im MT-CYB-Gen sind für seltene Erbkrankheiten wie Myopathien und Optikus-Neuropathie Typ Leber (LHON) ursächlich.

## Struktur
Die mitochondriale Cytochrom-c-Reduktase ist ein Transmembranprotein, bestehend aus elf Untereinheiten.
Der minimal funktionelle Komplex besteht aus nur drei essentiellen katalytischen Untereinheiten mit vier Kofaktoren:
- Cytochrom b mit zwei Häm b (bL und bH)
- Cytochrom c1 mit einem Häm c
- Rieske Eisen-Schwefel-Protein (ISP engl. iron sulfur protein) mit einem [2Fe·2S]-Zentrum

## Funktion
Die Funktion der Cytochrom-c-Reduktase besteht in dem
- Transfer von Elektronen vom Coenzym Q (Zwei-Elektronenüberträger) zum Cytochrom c (Ein-Elektronenüberträger)
- Transport von Protonen mittels Coenzym Q (Zwei-Protonenüberträger) von der elektronegativen Seite der Membran (Matrixraum, M) zur elektropositiven Seite der Membran (Intermembranraum, IM)

Der Elektronentransfer und die Protonentranslokation sind in der Cytochrom-c-Reduktase über den sogenannten Q-Zyklus (Q für engl. Quinone) gekoppelt.
Das Enzym besitzt zwei Bindungs- bzw. Reaktionszentren (Qo und Qi) für das Substrat Coenzym Q:
- Qo- oder QP-Zentrum (o engl. output, P engl. positive site): Hier bindet reduziertes Coenzym Q (Ubihydrochinon, QH2) und wird zu Ubichinon (Q) oxidiert.
- Qi- oder QN-Zentrum (i engl. input, N engl. negative site): Hier bindet oxidiertes Coenzym Q (Ubichinon, Q) und wird zu Ubihydrochinon (QH2) reduziert.

An diesen beiden Reaktionszentren finden folgende Reaktionen statt:
Am Qo-Zentrum bindet ein Ubihydrochinon. Ubihydrochinon (QH2) überträgt ein Elektron via FeS-Zentrum und Häm c1 auf die Hämgruppe eines gebundenen Cytochrom c. Das entstandene Ubisemichinon (Q·−) am Qo-Zentrum überträgt ein weiteres Elektron via Häm bL auf Häm bH und gibt zwei Protonen an die positiv geladenen Membranseite (P) ab. Das entstandene Ubichinon (Q) verlässt nun die Bindungsstelle. Dieser Halbzyklus wird nun ein zweites Mal durchlaufen.
Qo-Zentrum:  2× (QH2 → Q + 2 e− + 2 H+P)
Am Qi-Zentrum bindet ein Ubichinon. Ubichinon (Q) nimmt ein Elektron via Häm bL und Häm bH auf. Das entstandene Ubisemichinon (Q·−) nimmt ein weiteres Elektron via Häm bL und Häm bH auf und zwei Protonen von der negativ geladenen Membranseite (N). Das entstandene Ubihydrochinon (QH2) verlässt nun die Bindungsstelle. Damit wird pro Zyklus ein Ubichinon regeneriert.
Qi-Zentrum:  Q + 2 e− + 2 H+N → QH2
Im Verlauf eines kompletten Q-Zyklus werden somit einerseits am Qo-Zentrum zwei Ubihydrochinone zu Ubichinon oxidiert, andererseits wird am Qi-Zentrum ein Ubihydrochinon zurückgewonnen. Dabei werden zwei Cytochrom c (Cyt c) reduziert. Weiterhin werden zwei Protonen von der negativ geladenen Membranseite (N) entzogen und vier Protonen an die positiv geladene Membranseite (P) abgegeben.
Summe: QH2 + 2 Cyt cox + 2 H+N → Q + 2 Cyt cred + 4 H+P

## Inhibitoren
- am Qo-Zentrum: Myxothiazol, Stigmatellin, Methoxyacrylsäureester (MOA), Strobilurine
- am Qi-Zentrum: Antimycin A

## Alternative Bezeichnungen
- Coenzym Q : Cytochrom c Oxidoreduktase
- Cytochrom-Reduktase
- Komplex III der Atmungskette
- Cytochrom-bc1-Komplex